# Nelma
Nelma (Stenodus nelma) – gatunek dużej ryby łososiokształtnej, zaliczany do siejowatych (Coregoninae). Wcześniej klasyfikowany był jako podgatunek białorybicy.

## Zasięg występowania
Gatunek anadromiczny, wchodzący do rzek zlewiska Oceanu Arktycznego. W jeziorach tworzy formy osiadłe.

## Charakterystyka
Dorasta do 1,5 m długości. Osiąga masę 40 kg.

## Rozmnażanie
Dojrzałość płciową osiąga po siedmiu latach. Na czas tarła wędruje w górę rzek płynąc na odległość dochodzącą do 4 000 km. Tarło odbywa nad piaszczystym lub żwirowym podłożem na głębokości 2–3 m. Pierwszym pokarmem narybku jest plankton. Później zjada pokarm pobierany z dna, a od 2. roku przechodzi na drapieżny tryb życia.

## Znaczenie gospodarcze
Nelma ma duże znaczenie dla gospodarki rybnej. Dostarcza mięsa o wysokiej jakości.